# Morris Stoloff

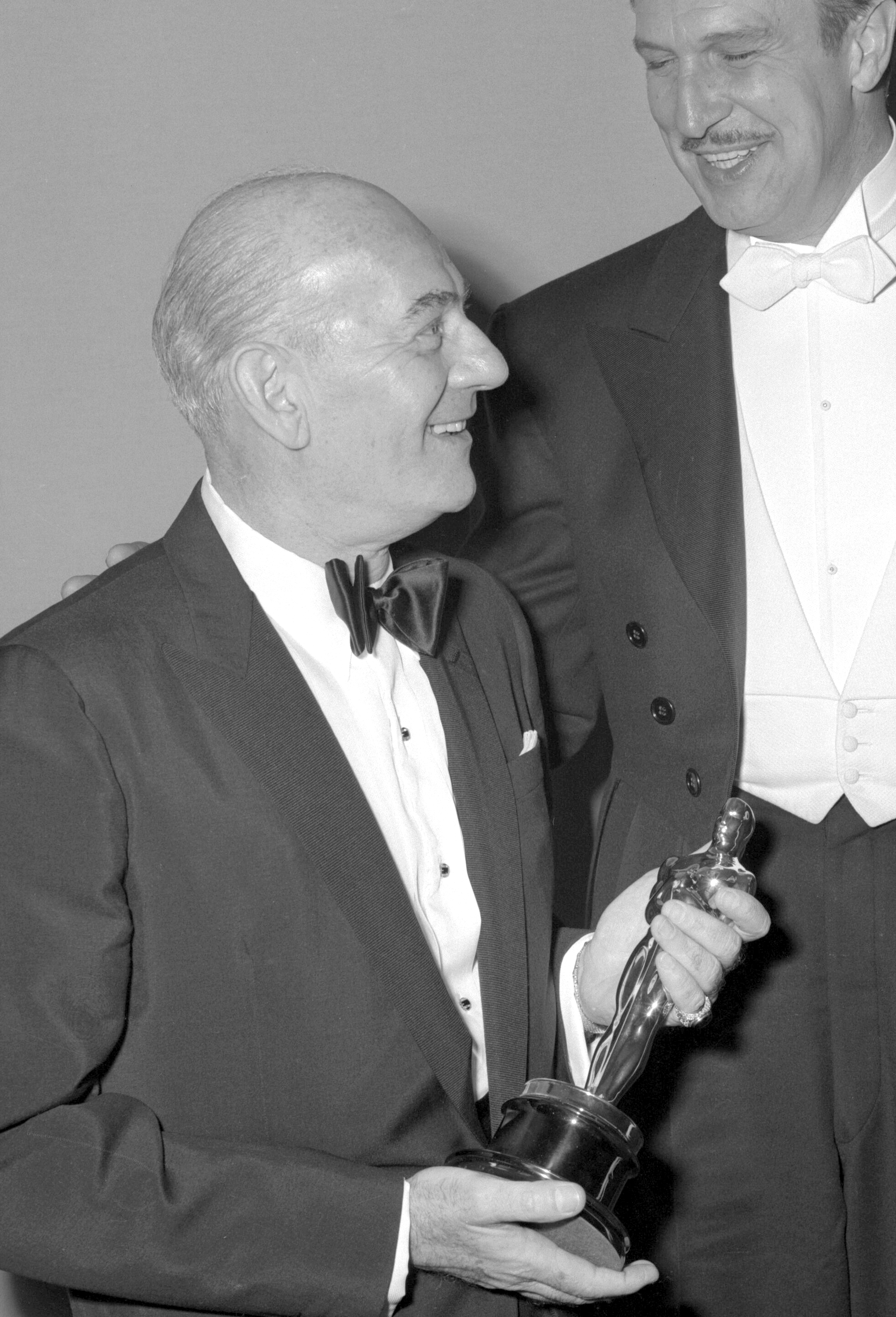
Morris Stoloff (links) mit Vincent Price bei der Oscarverleihung 1958

Morris William Stoloff (* 1. August 1898 in Philadelphia; † 16. April 1980 in Woodland Hills, Los Angeles) war ein US-amerikanischer Dirigent, Filmkomponist und musikalischer Leiter des Filmstudios Columbia Pictures.

## Leben
Morris Stoloff wurde 1898 als Sohn von Anna (1875–1963, geb. Kaplan) und William Stoloff (1863–1948) in Philadelphia geboren. Bereits als Kind wurde sein musikalisches Talent erkannt und gefördert. Er spielte Violine und studierte für mehrere Jahre bei dem deutschen Violinisten Leopold Auer. Im Alter von 16 Jahren tourte er als Solist durch die Vereinigten Staaten und trat ein Jahr später als bis dahin jüngstes Mitglied dem Los Angeles Philharmonic Orchestra bei.
Nach dem Aufkommen des Tonfilms Ende der 1920er Jahre suchten die Filmstudios händeringend nach Komponisten und Musikern, die ihnen den Ton bzw. die Musik für ihre Filme liefern konnten. 1935 erhielt Stoloff einen Vertrag bei Columbia Pictures, wo er bis 1962 die musikalische Leitung übernahm und sowohl für B-Filme als auch für Großproduktionen aller Genres zuständig war. Seine Hauptaufgabe war es, die Komponisten, Dirigenten, Musiker der Orchester und die Aufnahmetechnik zu koordinieren und auch im Hinblick auf Budget und Terminplan aufeinander abzustimmen. Wenn er besonders eng mit einem Komponisten zusammenarbeitete, um ein musikalisches Thema für einen Film zu erstellen, wurde er im Abspann des Films erwähnt. Aufgrund dessen wurde er einer der am häufigsten nominierten Filmschaffenden in der Geschichte der Oscarverleihung. Insgesamt 18 Mal nominiert, erhielt er dreimal den Oscar in der Kategorie Beste Filmmusik, so unter anderem für das Filmmusical Es tanzt die Göttin (1944) mit Rita Hayworth und Gene Kelly.
Ende der 1940er Jahre begann Stoloff, für die Plattenfirma Decca Records Songs und Soundtracks aufzunehmen. 1956 hatte er in den Vereinigten Staaten einen Top-Ten-Hit mit dem Song Moonglow, der die gleichnamige Komposition der Swing-Ära mit George Dunings Liebesthema aus dem Columbia-Film Picknick (1955) verband. Als Frank Sinatra Anfang der 1960er Jahre Reprise Records gründete, engagierte er Stoloff als musikalischen Leiter, nachdem beide bereits 1957 für das Filmmusical Pal Joey erfolgreich zusammengearbeitet hatten. Für Reprise Records nahm Stoloff daraufhin zahlreiche Broadway-Musicals auf, wie etwa Kiss Me, Kate von Cole Porter.
Morris Stoloff war ab 1921 mit Elsa Marie Cohn (1899–1991) verheiratet. Sein älterer Bruder Benjamin Stoloff (1896–1960) war als Regisseur und Filmproduzent ebenfalls in Hollywood tätig. Morris Stoloff starb 1980 im Alter von 81 Jahren im Motion Picture Country Home in Woodland Hills, Los Angeles. Er hat einen Stern auf dem Hollywood Walk of Fame (6702 Hollywood Boulevard).

## Filmografie (Auswahl)
Als musikalischer Leiter 
- 1936: Theodora wird wild (Theodora Goes Wild)
- 1937: In den Fesseln von Shangri-La (Lost Horizon)
- 1937: Criminals of the Air
- 1937: Girls Can Play
- 1937: The Game That Kills
- 1937: Die schreckliche Wahrheit (The Awful Truth)
- 1937: Paid to Dance
- 1937: The Shadow
- 1938: Who Killed Gail Preston?
- 1938: Special Inspector
- 1938: There’s Always a Woman
- 1938: Die Schwester der Braut (Holiday)
- 1938: Convicted
- 1938: Lebenskünstler (You Can’t Take It with You)
- 1938: Juvenile Court
- 1938: Girls’ School
- 1939: Homicide Bureau
- 1939: The Lone Wolf Spy Hunt
- 1939: S.O.S. Feuer an Bord (Only Angels Have Wings)
- 1939: Golden Boy
- 1939: Mr. Smith geht nach Washington (Mr. Smith Goes to Washington)
- 1940: Music in My Heart
- 1940: Sein Mädchen für besondere Fälle (His Girl Friday)
- 1940: Blondie on a Budget
- 1940: Ein Ehemann zuviel (Too Many Husbands)
- 1940: The Lady in Question
- 1940: Angels Over Broadway
- 1941: Das Gesicht hinter der Maske (The Face Behind the Mask)
- 1941: The Devil Commands
- 1941: Akkorde der Liebe (Penny Serenade)
- 1941: Urlaub vom Himmel (Here Comes Mr. Jordan)
- 1941: Das Geheimnis der drei Schwestern (Ladies in Retirement)
- 1941: Reich wirst du nie (You’ll Never Get Rich)
- 1942: Ein Kuß zuviel (They All Kissed the Bride)
- 1942: Atlantic Convoy
- 1942: Fräulein Mama (The Lady Is Willing)
- 1942: Zeuge der Anklage (The Talk of the Town)
- 1942: Meine Schwester Ellen (My Sister Eileen)
- 1942: Commandos Strike at Dawn
- 1943: Something to Shout About
- 1943: Immer mehr, immer fröhlicher (The More the Merrier)
- 1943: Sahara
- 1944: Es tanzt die Göttin (Cover Girl)
- 1944: Address Unknown
- 1944: Modell wider Willen (Together Again)
- 1945: Tonight and Every Night
- 1945: Polonaise (A Song to Remember)
- 1945: Over 21
- 1946: Gilda
- 1946: Der Jazzsänger (The Jolson Story)
- 1946: Der Bandit und die Königin (The Bandit of Sherwood Forest)
- 1946: Gehaßt, gejagt, gefürchtet (Renegades)
- 1947: Abgekartetes Spiel (Framed)
- 1947: Späte Sühne (Dead Reckoning)
- 1947: Eine Göttin auf Erden (Down to Earth)
- 1947: Die Lady von Shanghai (The Lady from Shanghai)
- 1948: Opium (To the Ends of the Earth)
- 1948: Blut und Gold (Relentless)
- 1948: Der Richter von Colorado (The Man from Colorado)
- 1948: Liebesnächte in Sevilla (The Loves of Carmen)
- 1948: Ein Mann für Millie (The Mating of Millie)
- 1948: Ein Pferd namens October (The Return of October)
- 1948: Die Geliebte des Marschalls (The Gallant Blade)
- 1948: Blutfehde (The Swordsman)
- 1949: Vor verschlossenen Türen (Knock on Any Door)
- 1949: Wir waren uns fremd (We Were Strangers)
- 1949: Jolson Sings Again
- 1949: Der Mann, der herrschen wollte (All the King’s Men)
- 1949: Der Berg des Schreckens (Lust for Gold)
- 1949: Unerschütterliche Liebe (Shockproof)
- 1949: Alarm in der Unterwelt (The Undercover Man)
- 1949: Banditen am Scheideweg (The Doolins of Oklahoma)
- 1949: Leicht französisch (Slightly French)
- 1949: Die Braut des Maharadscha (Song of India)
- 1949: Zwei Männer und drei Babies (And Baby Makes Three)
- 1949: Treibsand (The Walking Hills)
- 1949: Der Mann, der zu Weihnachten kam (Mr. Soft Touch)
- 1950: Seine Frau hilft Geld verdienen (The Fuller Brush Girl)
- 1950: Mein Glück in deine Hände (No Sad Songs for Me)
- 1950: Ein einsamer Ort (In a Lonely Place)
- 1950: Liebe unter schwarzen Segeln (Fortunes of Captain Blood)
- 1950: Robin Hoods Vergeltung (Rogues of Sherwood Forest)
- 1950: Die Lügnerin (1950) (Harriet Craig)
- 1950: Verurteilt (Convicted)
- 1950: Die ist nicht von gestern (Born Yesterday)
- 1950: Der Nevada-Mann (The Nevadan)
- 1950: Die Männerfeindin (A Woman of Distinction)
- 1950: Das skandalöse Mädchen (The Petty Girl)
- 1950: Zwischen Mitternacht und Morgen (Between Midnight and Dawn)
- 1951: Sirocco – Zwischen Kairo und Damaskus (Sirocco)
- 1951: Die Spur führt zum Hafen (The Mob)
- 1951: Der Tod eines Handlungsreisenden (Death of a Salesman)
- 1951: Zwei von einer Sorte (Two of a Kind)
- 1951: Der Rächer von Casamare (Mask of the Avenger)
- 1951: Der nächtliche Reiter (The Lady and the Bandit)
- 1951: Das zweite Gesicht des Dr. Jekyll (The Son of Dr. Jekyll)
- 1951: Unsichtbare Gegner (Santa Fe)
- 1951: Burg der Rache (Lorna Doone)
- 1951: Strandräuber in Florida (The Barefoot Mailman)
- 1951: Ein Held für zwei Stunden (Saturday’s Hero)
- 1951: Frauenraub in Marokko (Ten Tall Men)
- 1952: Der unsichtbare Schütze (The Sniper)
- 1952: Affäre in Trinidad (Affair in Trinidad)
- 1952: Das Mädchen Frankie (The Member of the Wedding)
- 1952: Die schwarze Isabell (Captain Pirate)
- 1952: Budapest antwortet nicht (Assignment – Paris!)
- 1952: Paula (Paula)
- 1952: Skandalblatt (Scandal Sheet)
- 1952: Der Brigant (The Brigand)
- 1952: Tommy macht das Rennen (Boots Malone)
- 1952: Ein Baby kommt selten allein (The First Time)
- 1953: Dürstende Lippen (Last of the Comanches)
- 1953: Salome
- 1953: Die 5000 Finger des Dr. T. (The 5,000 Fingers of Dr. T.)
- 1953: Verdammt in alle Ewigkeit (From Here to Eternity)
- 1953: Fegefeuer (Miss Sadie Thompson)
- 1953: Der Wilde (The Wild One)
- 1953: Der Gehetzte (The Juggler)
- 1955: Mit Leib und Seele (The Long Gray Line)
- 1955: Der Mann aus Laramie (The Man from Laramie)
- 1955: Ehe in Fesseln (Queen Bee)
- 1956: Herbststürme (Autumn Leaves)
- 1956: Geliebt in alle Ewigkeit (The Eddy Duchin Story)
- 1957: Zähl bis drei und bete (3:10 to Yuma)
- 1957: Pal Joey
- 1959: April entdeckt die Männer (Gidget)
- 1959: Sie kamen nach Cordura (They Came to Cordura)
- 1959: Mit mir nicht, meine Herren (It Happened to Jane)
- 1960: Geheimakte M (Man on a String)
- 1960: Fremde, wenn wir uns begegnen (Strangers When We Meet)
- 1961: Fanny
- 1962: Lawrence von Arabien (Lawrence of Arabia)

## Auszeichnungen
Oscar
Nominiert in der Kategorie Beste Filmmusik:
- 1938: In den Fesseln von Shangri-La (zusammen mit Dimitri Tiomkin)
- 1939: Girls’ School (zusammen mit Gregory Stone)
- 1942: Das Geheimnis der drei Schwestern (zusammen mit Ernst Toch)
- 1942: Reich wirst du nie
- 1943: Zeuge der Anklage (zusammen mit Friedrich Hollaender)
- 1944: Commandos Strike at Dawn (zusammen mit Louis Gruenberg)
- 1944: Something to Shout About
- 1945: Address Unknown (zusammen mit Ernst Toch)
- 1946: A Song to Remember (zusammen mit Miklós Rózsa)
- 1946: Tonight and Every Night (zusammen mit Marlin Skiles)
- 1950: Jolson Sings Again (zusammen mit George Duning)
- 1954: Verdammt in alle Ewigkeit (zusammen mit George Duning)
- 1954: Die 5000 Finger des Dr. T. (zusammen mit Friedrich Hollaender)
- 1957: Geliebt in alle Ewigkeit (zusammen mit George Duning)
- 1962: Fanny (zusammen mit Harry Sukman)

Gewonnen in der Kategorie Beste Filmmusik:
- 1945: Es tanzt die Göttin (zusammen mit Carmen Dragon)
- 1947: Der Jazzsänger
- 1961: Nur wenige sind auserwählt (zusammen mit Harry Sukman)

Laurel Awards
- 1958: 2. Platz in der Kategorie Bester musikalischer Leiter für Pal Joey